# Fartyg
För skepp i kyrkobyggnader, se Skepp (arkitektur)

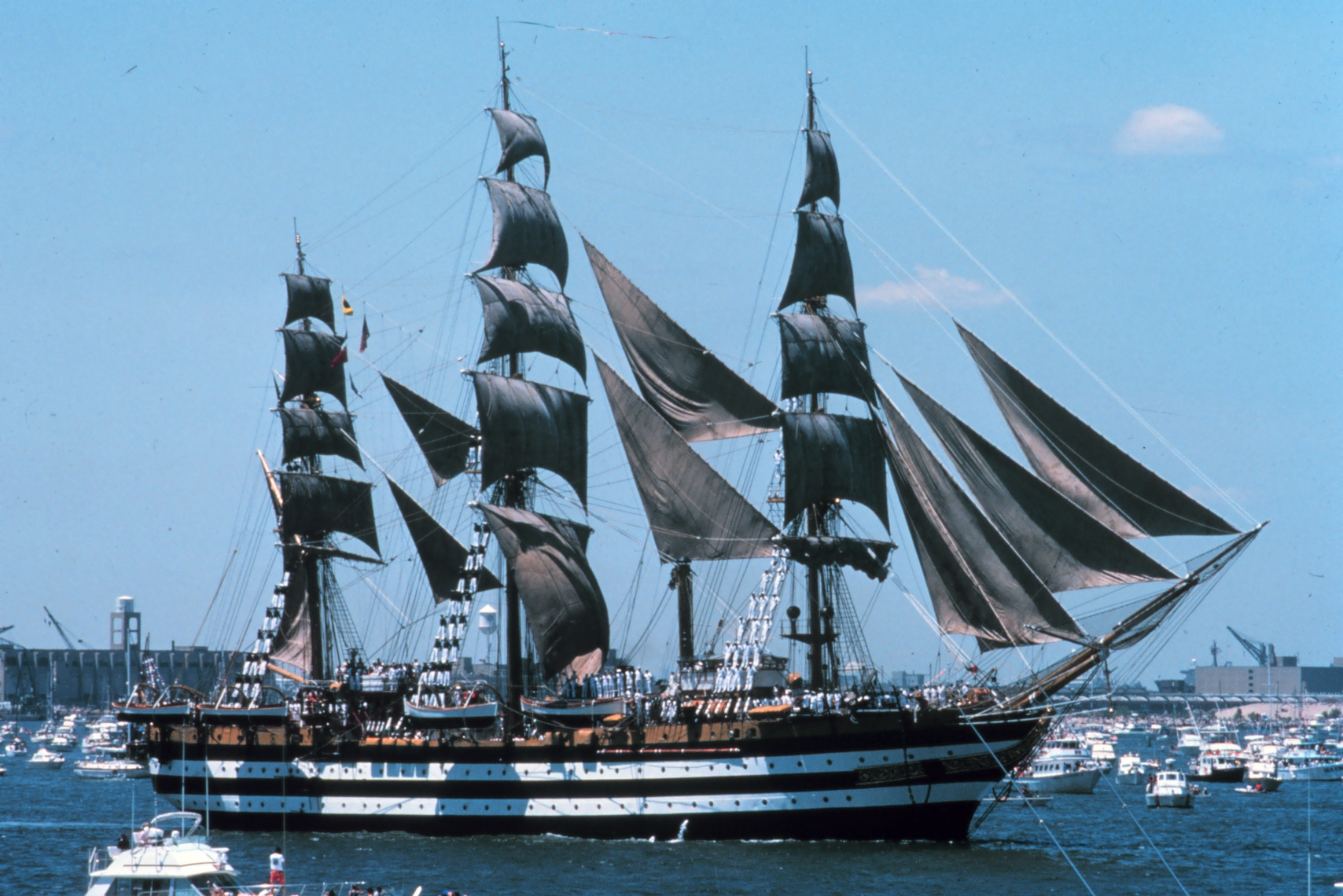
Italienska fullriggaren Amerigo Vespucci i New Yorks hamn 1976

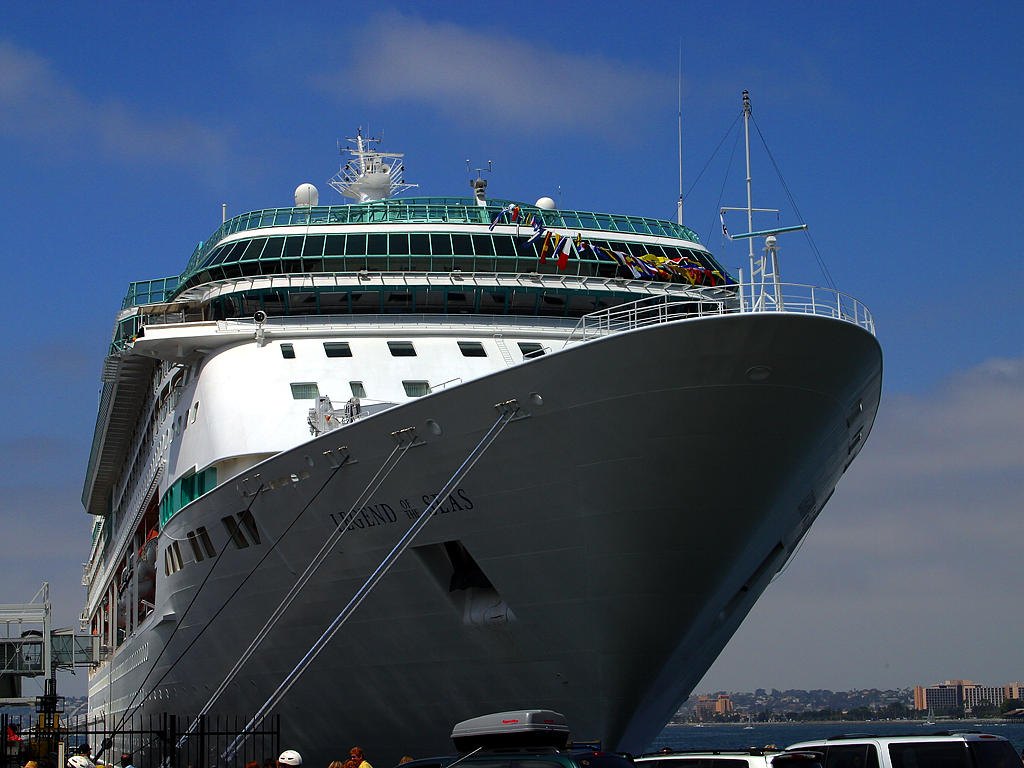
Kryssningsfartyget Legend of the Seas

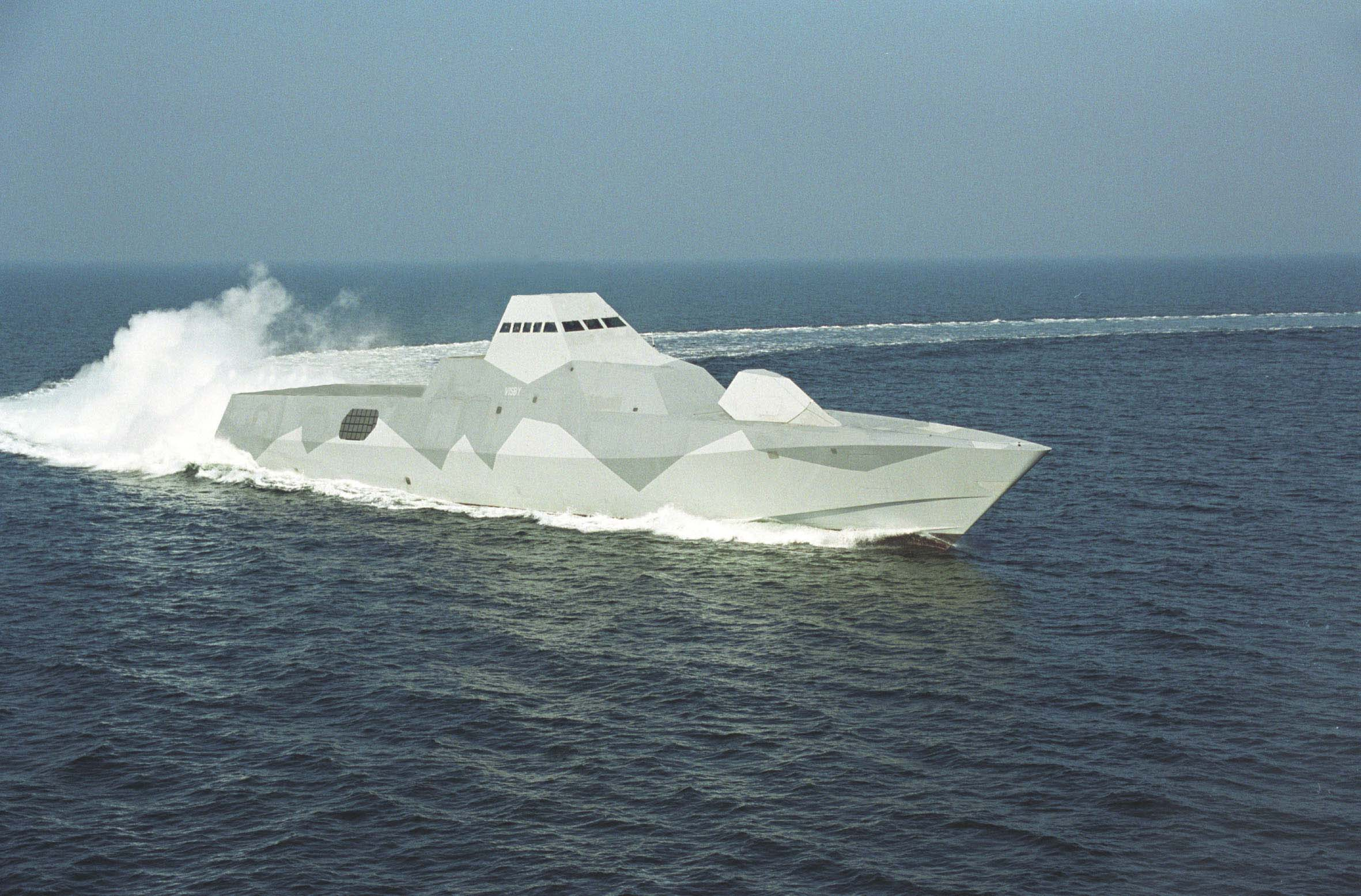
Korvetten HMS Visby

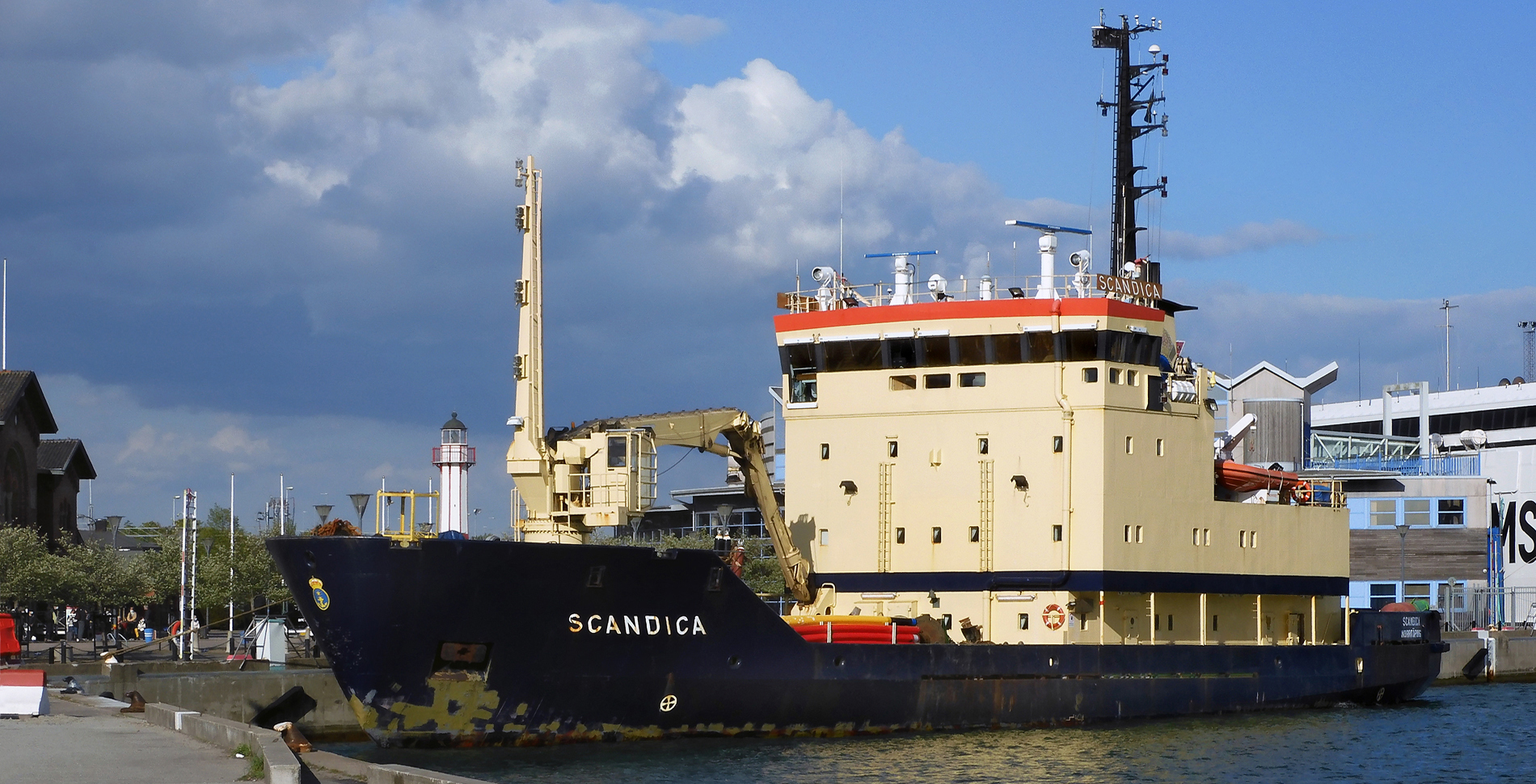
Sjöfartsverkets fartyg Scandica används i farledsarbete

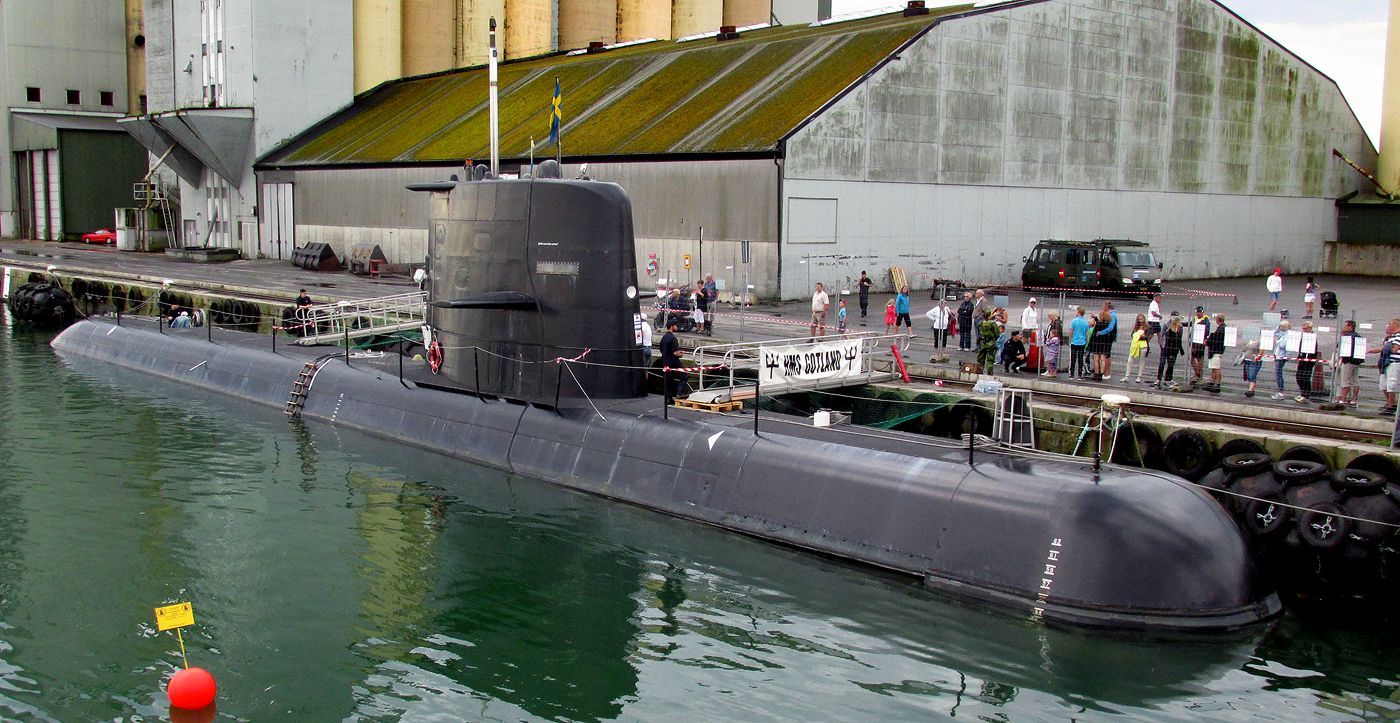
Ubåten HMS Gotland

Fartyg (av lågtyska Fartüg, jämför tyskans Fahrzeug) är en farkost som kan transportera personer eller gods över vattnet.
År 2007 uppgick antalet kommersiella fartyg i världen med en dräktighet på över 1 000 ton till 34 882 stycken. Den totala dräktigheten uppgick till 1,04 miljarder ton. De bar tillsammans 7,4 miljarder ton last 2006. År 2002 fanns det 1 240 örlogsfartyg, och antalet skepp och fartyg för fiske i bruk beräknades av Food and Agriculture Organization uppgå till omkring fyra miljoner 2004 – använda av 29 miljoner fiskare.

## Definitioner
Ordet fartyg används i dagligt tal om större farkoster som är avsedda att färdas på vatten. Fartyg kan emellertid också definieras som ett samlande begrepp för sjöfarkoster, luftfarkoster och rymdfarkoster.[källa behövs]
Den juridiska definitionen av olika slags fartyg, liksom skepp och båt, varierar mellan olika bestämmelser:
- I sjövägsreglerna avses med fartyg ”varje farkost, inklusive ej deplacerande farkost, WIG-farkost och sjöflygplan, som används eller kan användas till transport på vattnet.”
- I svenska sjölagen definieras som skepp de fartyg vars skrov har en största längd som överstiger 24 meter. Annat fartyg kallas båt.[5]
- Inom den svenska marinen används termen fartyg, till skillnad från båt, endast om bemanning sker med inmönstrad besättning.[6]

Ett skepp är ett större sjögående fartyg; vad som avses med "större" varierar dock i olika sammanhang. Det kan avse ett segelfartyg med minst tre master, specifikt fullriggare, stora artillerifartyg inom örlogsflottan såsom linjeskepp, pansarskepp och slagskepp, fartyg av viss storlek enligt enskilda länders definition eller fartyg som uppfattas som större än båtar av den som använder ordet, synonymt med fartyg.
Svenska skepp och båtar som används yrkesmässigt ska vara införda i fartygsregistret.
Ett fartyg skall anses som svenskt och vara berättigat att föra svensk flagg, om det till mer än hälften ägs av svenska medborgare eller svenska juridiska personer.
Detta gäller inte statsfartyg och statsägt skepp, som är avsett uteslutande för statsändamål och icke för affärsdrift.
Bestämmelser om fartyg gäller även båtar, om bestämmelserna inte begränsats till vissa typer av fartyg, både enligt svensk och internationell lag.
Oftast flyter fartygen ovanpå eller glider (planar) på vattnet, men ubåtar (undervattensbåtar) kan under färd sänkas ned helt och hållet under vattenytan.
Amfibiefartyg, svävare och hydrokoptrar färdas än till lands, än till sjöss (inklusive över isar). Juridiskt kan det bli fråga om att välja olika lagrum alltefter det underlag sådana transportmedel kan ha i en viss situation.
För motorfordon definierade enligt vägtrafikförordningen, men som befinner sig ombord en bilfärja, gäller inte vägtrafikbestämmelserna, utan fordonet räknas som gods och sjölagens regler gäller. Detta har betydelse i försäkringshänseende. Om något inträffar under själva ombordkörningen och vid avkörningen kan gränsdragningsproblem uppstå.

## Uppbyggnad

1. skorsten, 2. akter, 3. roder, 4. skrov, 5. ankare
6. bulb, 7. för, 8. däck, 9. överbyggnad

### Skrov
Fartyg har minst ett skrov, vilket utgör fartygets huvuddel. Skrovet i ett deplacementsfartyg tränger undan lika mycket vatten som fartyget väger och på så sätt gör att fartyget flyter. Har fartyget endast ett skrov, kallas det ofta för en enskrovsbåt. Har det fler än ett skrov, kallas det för flerskrovsbåt, till exempel katamaraner som har två skrov och trimaraner som har tre skrov.

### Roder
Huvudartikel: Roder
Den viktigaste konstruktionsdetaljen på de flesta fartyg är dess roder. Rodret används för att styra fartyget och sitter i aktern på båten. Motorbåtar med utombordsmotorer, vridbart propellerdrev eller vattenjet använder sig vanligtvis inte av roder utan styr genom att rikta propellern respektive vattenjetens munstycke.

## Fartygsmaskiner
Fartygsmaskiner är de maskiner som driver fartyget vid fart genom sjön samt de maskiner för den ombordvarande utrustningen och dess funktion.

## Fartygstyper
Då man talar om ett fartyg lägger man ofta en förkortning för fartygstypen före namnet. Förkortningen anger vanligen hur fartyget framdrivs, men kan också ange hur det används eller någon annan aspekt (förkortningarna är inte alltid entydiga):
- F/V - fiskefartyg
- GTS - Gasturbinfartyg
- HSC - Höghastighetsfarkost
- M/S - Motorfartyg
- M/T - Motortankfartyg
- M/Y - Motoryacht (Motor Yacht)
- N/S - Atomdrivna fartyg
- R/V - Forskningsfartyg
- S/M, S/Y/aux - Segelfartyg med hjälpmotor
- S/S - Ångfartyg
- S/Y - Segelfartyg
- T/S - Turbinfartyg eller skolfartyg
- T/T - Turbintankfartyg
- I/B - Isbrytare
- U/F - undersökningsfartyg

Fartyg kan kategoriseras efter hur de är ägda:
- Statsfartyg
- Handelsfartyg
- Hyresbåt
- Fritidsbåt

Fartyg typbenämns efter användningsområde såsom:
- Lastfartyg
  - Biltransportfartyg
  - Bulklastfartyg
  - Containerfartyg
  - Kylfartyg - reefer
  - RO-PAX
  - Ro-ro-fartyg
  - Tankfartyg
- Isbrytare
- Bogserfartyg/bogserbåt
- Offshorefartyg
  - Platform Supply Vesse (PSV)
  - Anchor Handling Tug and Supply vessel (AHTS)
- Passagerarfartyg
  - Färjor
  - RO-PAX
  - Kryssningsfartyg
- Örlogsfartyg
  - Stridsfartyg
  - Trängfartyg
  - Skolfartyg
- Fiskefartyg
- Forskningsfartyg
- Fritidsfartyg
- Sjöräddningsfarkoster
  - R/K - Räddningskryssare, i Sverige större än 12x4m
  - R/B - Räddningsbåt, i Sverige mindre än 12x4m

Fartyg typbenämns baserat på konstruktionen:
- Bärplansbåt
- Deplacerande fartyg
- Katamaran
- Planande
- Svävare
- Trimaran